# Let's Get Lost (chanson)
Pour les articles homonymes, voir Let's Get Lost.

Let's Get Lost est un standard de jazz. La musique est de Jimmy McHugh, les paroles de Frank Loesser. La chanson a été interprétée pour la première fois par Mary Martin pour le film Happy Go Lucky de 1943. Un enregistrement de Vaughn Monroe et de son orchestre est sorti la même année .
La chanson est le morceau d'ouverture d'un album de 1955 du trompettiste de jazz Chet Baker. Let's Get Lost fut aussi le titre d'un documentaire de 1988 sur sa vie ,.

## Autres versions
La chanson a été enregistrée par de nombreux artistes de premier plan, notamment :
- Russ Morgan et son orchestre
- Johnny Nash
- Vince Jones
- Susannah McCorkle (en)
- Ralph Sharon (en) Quartet
- Andrea Marcovicci
- Dave Frishberg (en)
- Cheryl Bentyne [4]
- Van Morrison
- Kay Kyser